# Celone
A Celone egy folyó Olaszország Puglia régiójában, Foggia megyében. A Monte San Vito lejtőiről ered. Masseria Monte Sacro mellett a Candelaróba torkollik. Jelentős mellékfolyója a Jorenzo.